# 大森荘蔵
大森 荘蔵（おおもり しょうぞう、1921年8月1日 - 1997年2月17日）は、日本の哲学者。東京大学名誉教授。
物理学から哲学に転向し、科学における哲学的問題の検証を目指した。物心二元論を否定し、独特の一元論による哲学体系を確立。著書に『言語・知覚・世界』(1971年)、『時間と存在』(1994年)などがある。

## 来歴・人物
岡山県生まれ。東京府立一中から第一高等学校理科乙類を経て、1944年 東京帝国大学理学部物理学科を卒業。
1945年、海軍技術研究所三鷹実験所勤務。当初は物理学を志すも、科学における哲学的問題を問うため、哲学に転向。1949年、東京大学文学部哲学科を卒業する。はじめ現象学などを学ぶが、満足せずアメリカに留学。ウィトゲンシュタインの哲学や分析哲学をはじめとする現代英米圏の哲学から大きな影響を受ける。
帰国後、1953年、東京大学講師に就任。さらに留学後、助教授を経て、1966年、東京大学教養学部教授（科学史・科学哲学科）。これまでの日本の哲学研究が学説研究・哲学史研究などの文献学に偏りがちだったが、「哲学とは、額に汗して考え抜くこと」という言葉のもと、60年代以降に大学で学んだ人たちに直接･間接に大きな影響を与え、野家啓一、藤本隆志、野矢茂樹、中島義道ら現在第一線で活躍中の数多くの日本の哲学者たちを育てることとなった。1976年、東京大学教養学部長就任。翌年、辞任。1982年、定年退官し、同名誉教授、放送大学学園教授。1983年、放送大学副学長就任。1985年辞任。1989年同大学退職。

## 哲学
その哲学は、独自の「立ち現れ」から説く一元論が特徴である。心身二元論で把握された世界のうち、「物質」についての記述ばかりしてきた科学に対し、科学の言葉では「心」を描写することはできないとする。そして日常世界と科学の世界は共存しうると大森は主張する。
「わたし」と自然との間には何の境界もなく、「わたし」の肉体とそれ以外のものに境界があるだけである。共に、「立ち現れ」である点で、私は自然と一心同体であり、主客の分別もない。

禅などに見られる「主客合一の無化」とは異なり、少なくとも、日常にはそういった区別が無い、ということである。あくまで、科学の可能性と限界を見極め、それとは異なる世界の眺め方を提案する。それが大森の哲学の大要である。

## 著作

### 書籍
- 『言語・知覚・世界』（岩波書店、1971年）
- 『物と心』（東京大学出版会、1976年／ちくま学芸文庫、2015年）
- 『流れとよどみ　哲学断章』（産業図書、1981年）ISBN 4782800150
- 『新視覚新論』（東京大学出版会、1982年／講談社学術文庫、2021年）
- 『思考と論理』（放送大学教育振興会、1986年／ちくま学芸文庫、2015年）
- 『知の構築とその呪縛』（ちくま学芸文庫、1994年）ISBN 4480081402
- 『時間と自我』（青土社、1992年、新装版2023年）ISBN 978-4791775552
- 『時間と存在』（青土社、1994年）ISBN 4791753054
- 『時は流れず』（青土社、1996年）ISBN 4791754840
- 『大森荘蔵セレクション』（平凡社ライブラリー、2011年）- 飯田隆・丹治信春・野家啓一・野矢茂樹編 ISBN 4582767486

共著
- 『音を視る、時を聴く哲学講義』（朝日出版社、1982年／ちくま学芸文庫、2007年） - 坂本龍一との対話
- 『哲学の饗宴―大森荘蔵座談集』（理想社、1994年）

### 大森荘蔵著作集
全10巻（岩波書店、1998－1999年）
1. 前期論文集
2. 前期論文集
3. 言語・知覚・世界
4. 物と心
5. 流れとよどみ
6. 新視覚新論
7. 知の構築とその呪縛
8. 時間と自我
9. 時は流れず
10. 音を視る、時を聴く